# Goudlikeur

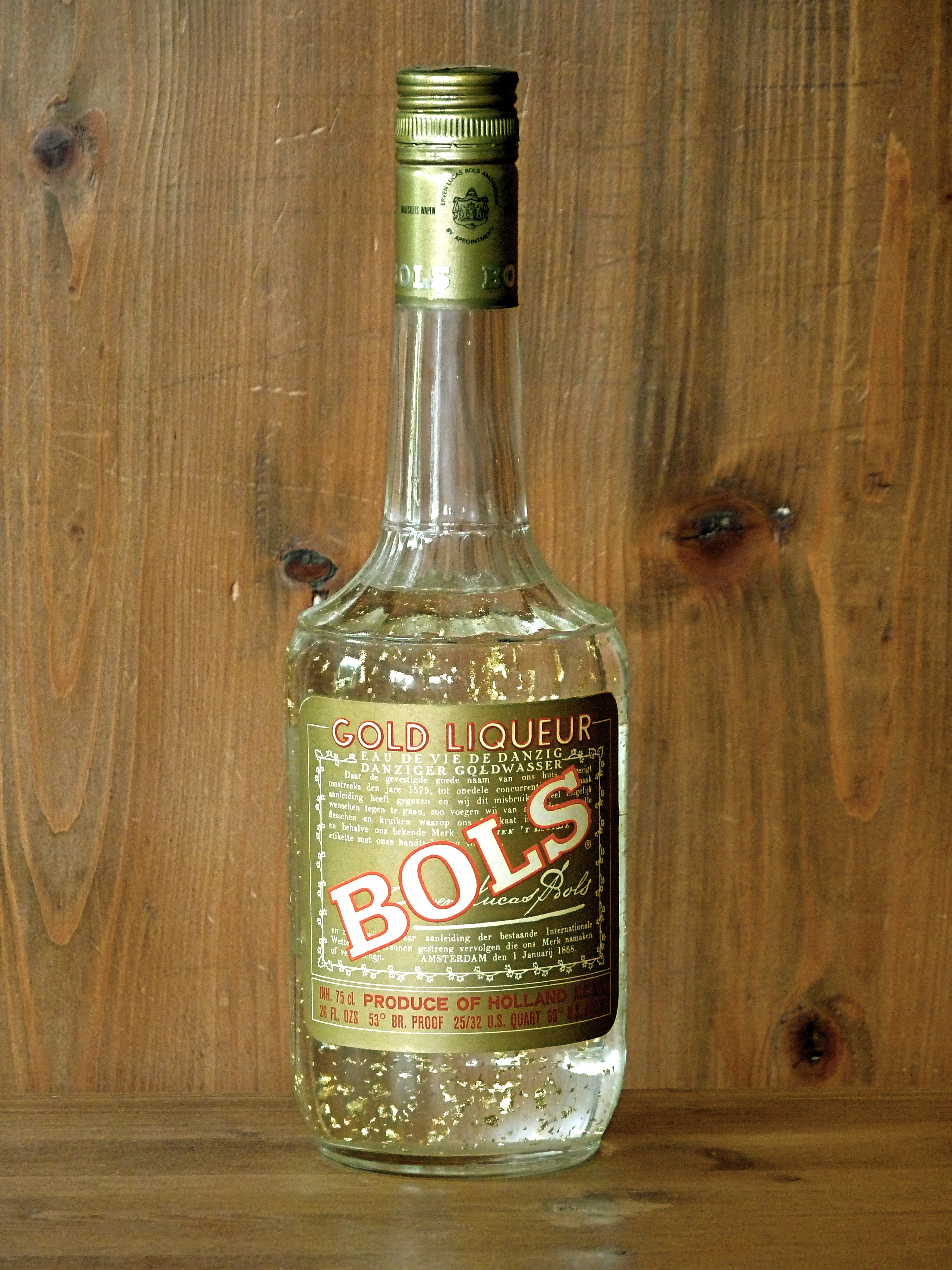
Bols gaf in de jaren 70 van de twintigste eeuw haar Gold Liqueur de abusievelijke subtitel Eau De Vie De Danzig en Danziger Goldwasser mee.

Goudlikeur is een transparante likeur die in verschillende landen in verschillende varianten gemaakt wordt.
De meeste hebben een zoete smaak van kaneel en citrusfruit, maar er bestaan ook varianten met vanille. Het alcoholpercentage van de meeste goudlikeuren is ongeveer 30%. Hoewel er ook varianten zijn van onder de 15% (zogenaamde likorettes) Sommige varianten gaan echter tot 50%. In deze drank zweven schilfers van 22- tot 24-karaat bladgoud. Daar deze schilfers uiterst dun zijn, kan men ze niet proeven en niet in de mond waarnemen.
Wanneer de fles enige tijd stilstaat zullen de goudschilfers naar de bodem zakken. Hierom moet de fles voor het uitschenken een paar keer gekeerd – op de kop gehouden – worden om ze gelijkmatig over de inhoud te verdelen. 
Al aan het hof van Lodewijk de XIV zou deze drank als status zijn geschonken, hoewel Nederlandse distillateurs menen dat het een Oudhollandse likeur uit de 17e eeuw betreft.
De moderne goudlikeur heeft niets van wat alchemisten in de 16e eeuw weleens voorschreven. Dat waren drankjes waaraan goud werd toegevoegd, zogenaamde verjongingselixers. Diane de Poitiers geloofde daarin, maar zou er juist aan gestorven zijn.
Het bladgoud zou een medicinale werking hebben op het darmstelsel zoals men tegenwoordig kent van goudinjecties ter bestrijding van reuma vanaf de jaren '20, hoewel dit niet medisch wetenschappelijk bewezen werkt. (bron: Jacques Forestier, gepubliceerd in The Lancet in de jaren '30).

## Benamingen en varianten
- Andere benamingen voor deze drank zijn Goldwasser en Goldlikeur.
- Varianten op de goudlikeur zijn Danziger Goldwasser, Goldstrike en Licor Amor
- “Bruidstranen” is een Nederlandse bijbenaming die door bepaalde producenten bedacht is en waaraan een traditie verbonden is.